# Dieburg in römischer Zeit

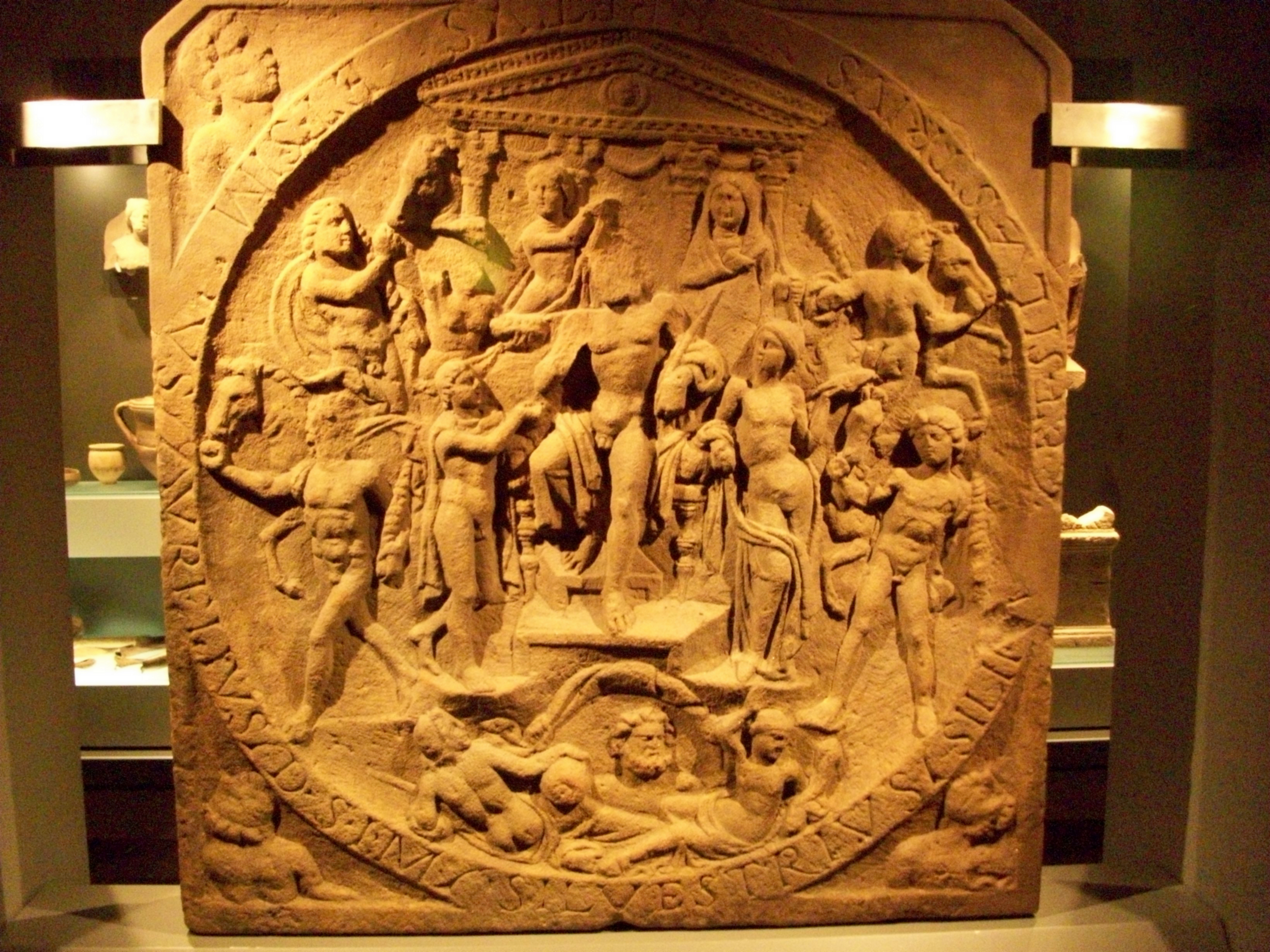
Dieburger Mithrasrelief (Rückseite)

Dieburg war in römischer Zeit das zivile Verwaltungszentrum der Civitas Auderiensium in Obergermanien und Hauptort des rechtsrheinischen Limeshinterlandes südlich des Mains im heutigen Hessen. Im Gegensatz zu vielen anderen römischen Siedlungen der Region entstand es nicht an der Stelle eines römischen Militärlagers, sondern ist ein rein ziviler Fundort. Um 125 n. Chr. gegründet, wurde die Siedlung mit dem Ende der römischen Herrschaft nach Mitte des 3. Jahrhunderts aufgegeben. Der römische Name des antiken Dieburg ist nicht gesichert und wird in der Forschung noch diskutiert.

## Geschichte

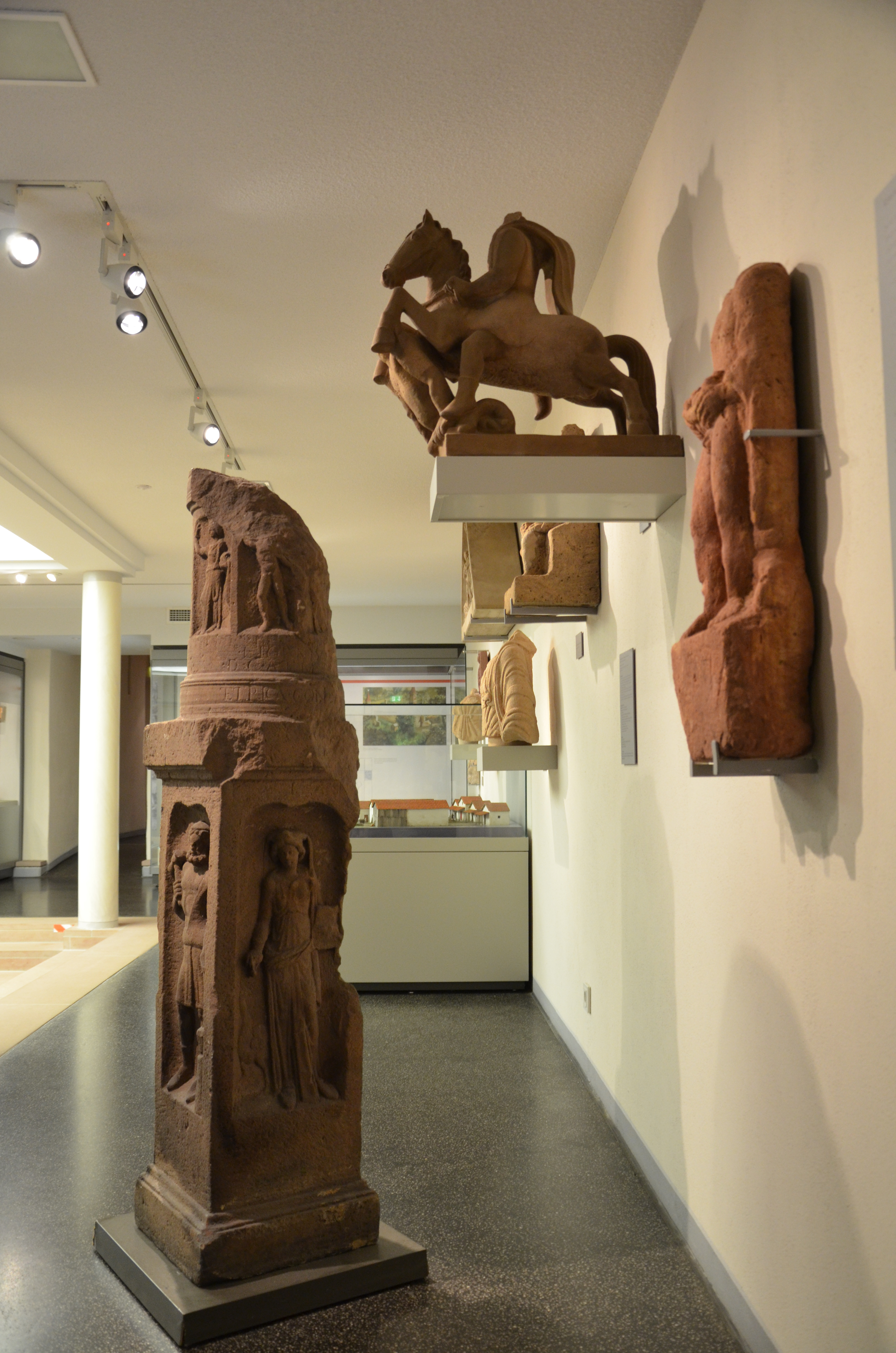
Fragment einer Jupitergigantensäule mit Viergötter- und Wochengötterstein (links) im Museum Schloss Fechenbach. Am unteren Rand des letzteren befindet sich die Weihinschrift eines Decurionen der Civitas Auderiensium.

Die Gründung des römischen Civitas-Hauptortes Dieburg wird in hadrianischer Zeit um das Jahr 125 n. Chr. angesetzt. Zuvor war das rückwärtige Gebiet südlich des Main nach Konsolidierung der angrenzenden Limesstrecken des Main- und des Odenwaldlimes von der militärischen an die zivile Verwaltung übergeben worden. Das Ereignis wird verbunden mit der Aufgabe rückwärtiger Garnisonen, besonders in Groß-Gerau (Kastell „Auf Esch“), und ist anhand der Fundstücke (Münzreihe und das Fehlen südgallischer Terra Sigillata in Dieburg) kurz vor Beginn der Regierungszeit Kaiser Hadrians (117–138) anzunehmen. Im Gegensatz zu anderen Vororten der Region, wie Wiesbaden (Aquae Mattiacorum), Frankfurt-Heddernheim (Nida), Ladenburg (Lopodunum) oder Bad Wimpfen, ging der Zivilsiedlung in Dieburg kein Militärlager voraus, zumindest haben sich entgegen Annahmen in der frühesten Forschung dafür keine Anhaltspunkte gefunden. Der Ort war vermutlich zuvor eine wichtige Straßenkreuzung.
Die Funktion als Vorort der Civitas Auderiensium ist durch Inschriftenfunde gesichert. Die Civitas wird in zwei Decurioneninschriften aus Mainz (Mogontiacum) und Heddernheim genannt. Erst als 1924 am südlichen Ortsausgang von Dieburg das Fragment einer sehr qualitätvollen Jupitergigantensäule entdeckt wurde, konnte Dieburg als Verwaltungssitz dieser Civitas identifiziert werden. Unterhalb des Wochengöttersteins befand sich die Stifterinschrift des Ratsherren Licinius Ob[---]
Das Fundmaterial weist auf eine Blütezeit der Siedlung an der Wende vom 2. zum 3. Jahrhundert n. Chr. hin. Wie im mittelalterlichen Dieburg gab es eine besonders ausgeprägte Keramikproduktion, darunter auch Ziegel wie die in der Forschung sogenannte Dieburger Gruppe, charakteristisch verzierte Ziegel mit Rollstempeldekor.
Wegen zunehmender Unsicherheit des Grenzlandes wurde in Dieburg wie in vielen rechtsrheinischen Civitas-Hauptorten im frühen 3. Jahrhundert n. Chr. eine Stadtmauer errichtet. Dabei wurde ein Mithräum nördlich der Siedlung nicht in die Ummauerung mit einbezogen, was möglicherweise darauf hindeutet, dass die Befestigung in großer Eile angelegt wurde. Allerdings wurde das Mithras-Heiligtum ausweislich des Fundmaterials ebenfalls zu Beginn des 3. Jahrhunderts aufgegeben, möglicherweise, wie von Egon Schallmayer vermutet, bei einem Alamanneneinfall des Jahres 233 zerstört. Der 235 erhobene Kaiser Maximinus Thrax habe im Rahmen seines daraus resultierenden Germanenkrieges die Stadtmauer errichten lassen, als das Heiligtum also bereits nicht mehr in Benutzung war.
Endgültig aufgegeben wurde das antike Dieburg mit dem Limesfall in der Zeit um 260 n. Chr.

## Ortsname

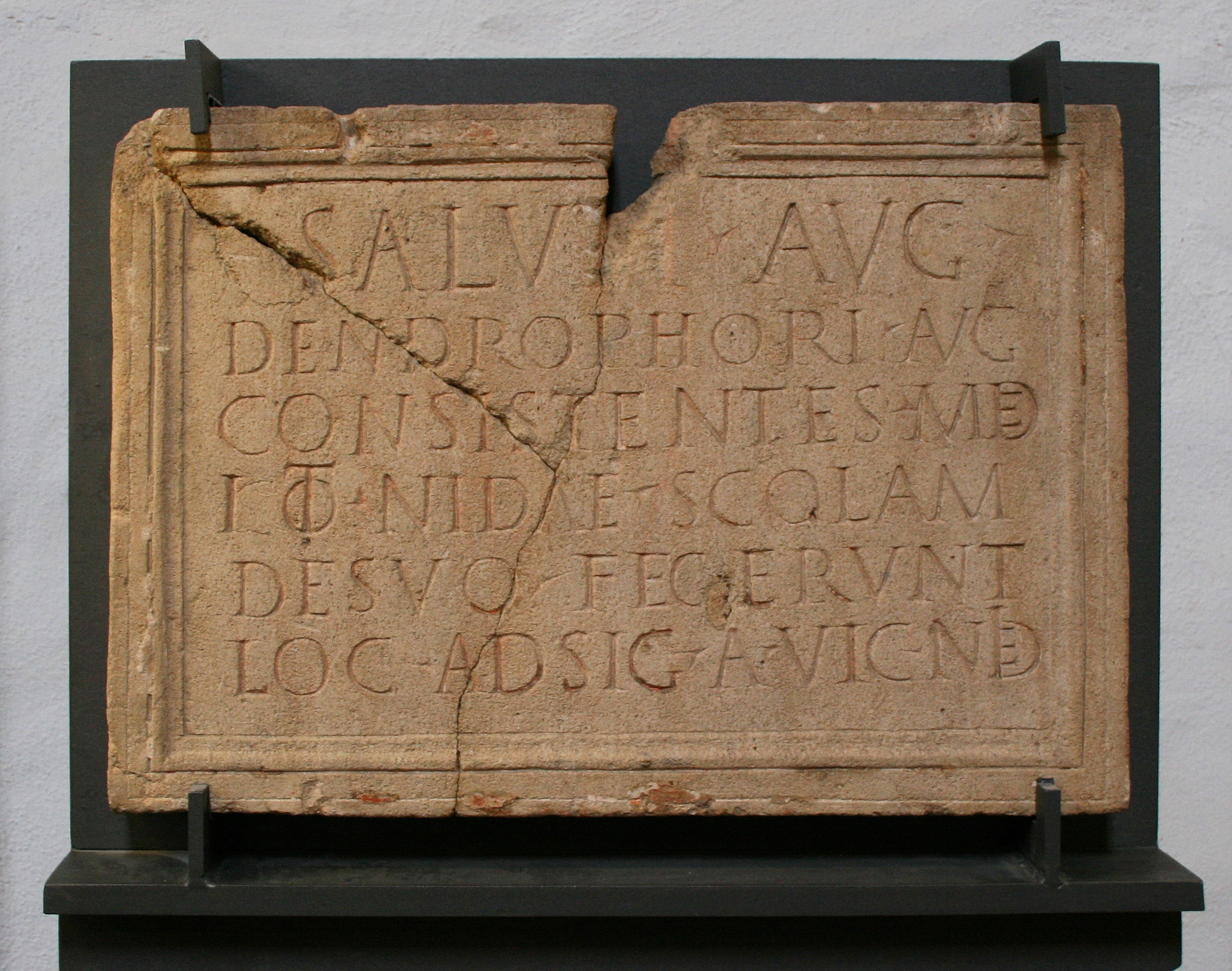
Dendrophoreninschrift aus Heddernheim mit Nennung des Ortsnamens „MED(…)“ im Archäologischen Museum Frankfurt

Der antike Name Dieburgs ist bis heute nicht vollständig gesichert. Der Fund eines Altars mit Weihinschrift aus der Rittergasse erwähnt den Genius des Vicus V(---) V(---). Dies wurde meist aufgelöst als Vicus Vetus Ulpius, verbunden mit der Vermutung, der Ort sei unter Kaiser Trajan gegründet worden und habe dessen Eigennamen erhalten. Heute wird zum Teil angenommen, dass sich hinter dieser Bezeichnung lediglich ein Teil der Siedlung verbirgt.
Ein bei Kleestadt gefundener Leugenstein legt nach Ansicht von Egon Schallmayer nahe, dass der Ortsname mit M beginnt, da diese Steine meist von der lokalen Civitas-Verwaltung gesetzt wurden. Die Inschrift ist leider in der Zeile mit der Nennung des Ortsnamens aber schwer zu lesen. Anhand des Fundortes ist laut dieser Interpretation eine Entfernung von vier Leugen nach Dieburg zu rekonstruieren.
Die sogenannte Dendrophoreninschrift aus dem Civitas-Hauptort Nida-Heddernheim erwähnt, dass diese Priesterschaft (Magna Mater- oder Kybele-Kult) zusammen mit der des Ortes Med(---) gemeinsam ein Versammlungshaus in Nida errichtete. Dies wird von Egon Schallmayer als Erwähnung des Dieburger Ortsnamens aufgefasst, wobei eine weitere Vervollständigung des Namens oder eine etymologische Deutung derzeit nicht möglich sei. Andere Forscher haben diese Deutung abgelehnt und halten am in Dieburg selbst belegten abgekürzten Namen Vicus V(---) V(---) fest. Sie führen unter anderem an, dass die Lesung der Inschrift auf dem Leugenstein durch Schallmayer nicht korrekt sei und dass die Erwähnung des Ortes Med(---) in der Inschrift aus Nida sich allein schon der Entfernung von Nida zu Dieburg wegen (über 40 km) nicht auf letzteren Ort beziehen kann. Da es sich um ein gemeinsam genutztes Versammlungshaus gehandelt hat, müsse der Ort Med(---) näher an Nida gesucht werden.

## Stadtanlage
Die römische Siedlung erstreckte sich zwischen dem Dieburger Bahnhof, der Minnefelder Seestraße im Norden, der Ringstraße im Osten und Süden sowie der Steinstraße im Westen. Sie war somit wesentlich größer als das mittelalterliche Dieburg. Die Lage nahe der heutigen Altstadt hat seit dem Mittelalter zu einer starken Überbauung geführt, sodass der römische Stadtplan nur mit großen Lücken rekonstruiert werden kann. Die Wohngebäude dürften meist aus typischen römischen Streifenhäusern bestanden haben, von denen einige Grundrisse in der Straße An der Altstadt ausgegraben wurden. Ein rechteckiger Gebäudegrundriss mit Hypokaustum am Finanzamt in der Marienstraße wirkt dagegen eher wie eine insula-Bebauung. Im Bereich der Marienschule wurde ein Töpferofen gefunden.

### Basilika
Westlich der Theobaldstraße stieß man bei einer Grabung im Jahr 1893 auf regelmäßig behauene, große Sandsteinquader, die auf über 50 m Länge auf eine Rollierungsschicht gelegt waren. Sie besaßen Wolfslöcher und waren durch eiserne Klammern miteinander verbunden. Zwischen den Fundamenten konnte eine einzelne, 17,2 × 9,6 m große, teilweise hypokaustierte Raumflucht ergraben werden. Die Dimensionen des Bauwerks und seine Lage im Zentrum deuten auf ein offizielles Amtsgebäude hin, wahrscheinlich eine Marktbasilika. Das Gebäude dürfte damit in der Zeit der Einrichtung der Civitas erbaut worden sein.

### Stadtmauer
Die im frühen 3. Jahrhundert – laut Egon Schallmayer nach 235 in Folge germanischer Einfälle – entstandene Stadtmauer konnte im Norden, Osten und Süden der Stadt angeschnitten werden. Sie schloss eine Fläche von 23 ha ein. 1972 wurde das Fundament in der südlichen Ringstraße auf 67 m Länge freigelegt. Es wies eine Breite von 1,60 m auf. Am östlichen Zugang der Stadt von der „Hohen Straße“ wurden Jahrzehnte zuvor bereits ein Straßenpflaster sowie das vorgelagerte Grabenprofil beobachtet. Dort gefundene Sandsteinplatten (70 × 40 cm) dienten vermutlich als Zinnendecksteine.

### Heiligtümer

#### Mithräen
Nördlich der Stadtmauer wurde 1926 an der Minnefelder Seestraße ein Mithräum ausgegraben. Es war in West-Ost-Richtung orientiert und entsprach dem bekannten, langrechteckigen Grundriss solcher Anlagen. An den Langseiten befanden sich Liegebänke (Klinen), ein Mauerklotz an der westlichen Schmalseite diente als Fundament für das drehbare Kultbild. Man betrat das insgesamt etwa 20 m lange Heiligtum durch eine hölzerne Vorhalle, die an der Ostseite angebaut war.
Besonders zahlreich und qualitätvoll sind die Funde aus dem wohl zu Beginn des 3. Jahrhunderts zerstörten Mithräum, darunter 22 Skulpturen- und Relieffragmente. Herausragend ist das Kultbild, das im Medaillonfeld Szenen der Phaethonsage zeigt. Ein weitgehend identisches Kultbild liegt aus dem benachbarten Kastell Stockstadt vor, beide dürften der gleichen Werkstatt entstammen.
Ein zweites Mithräum ist durch den etwas älteren Fund eines weiteren Kultbild-Fragmentes mit Wochengötter-Darstellung anzunehmen.

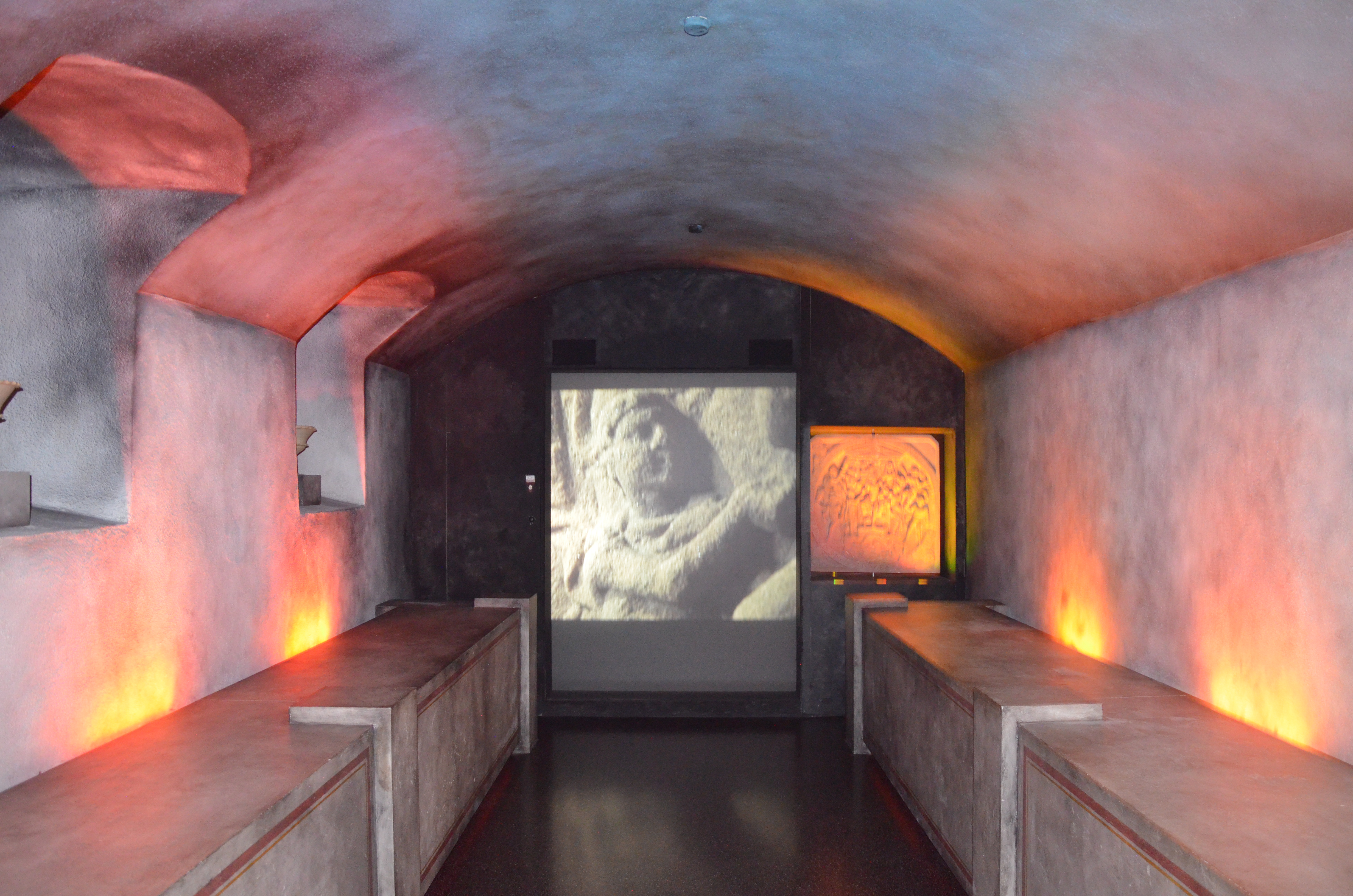
Rekonstruiertes Mithräum im Museum Schloss Fechenbach
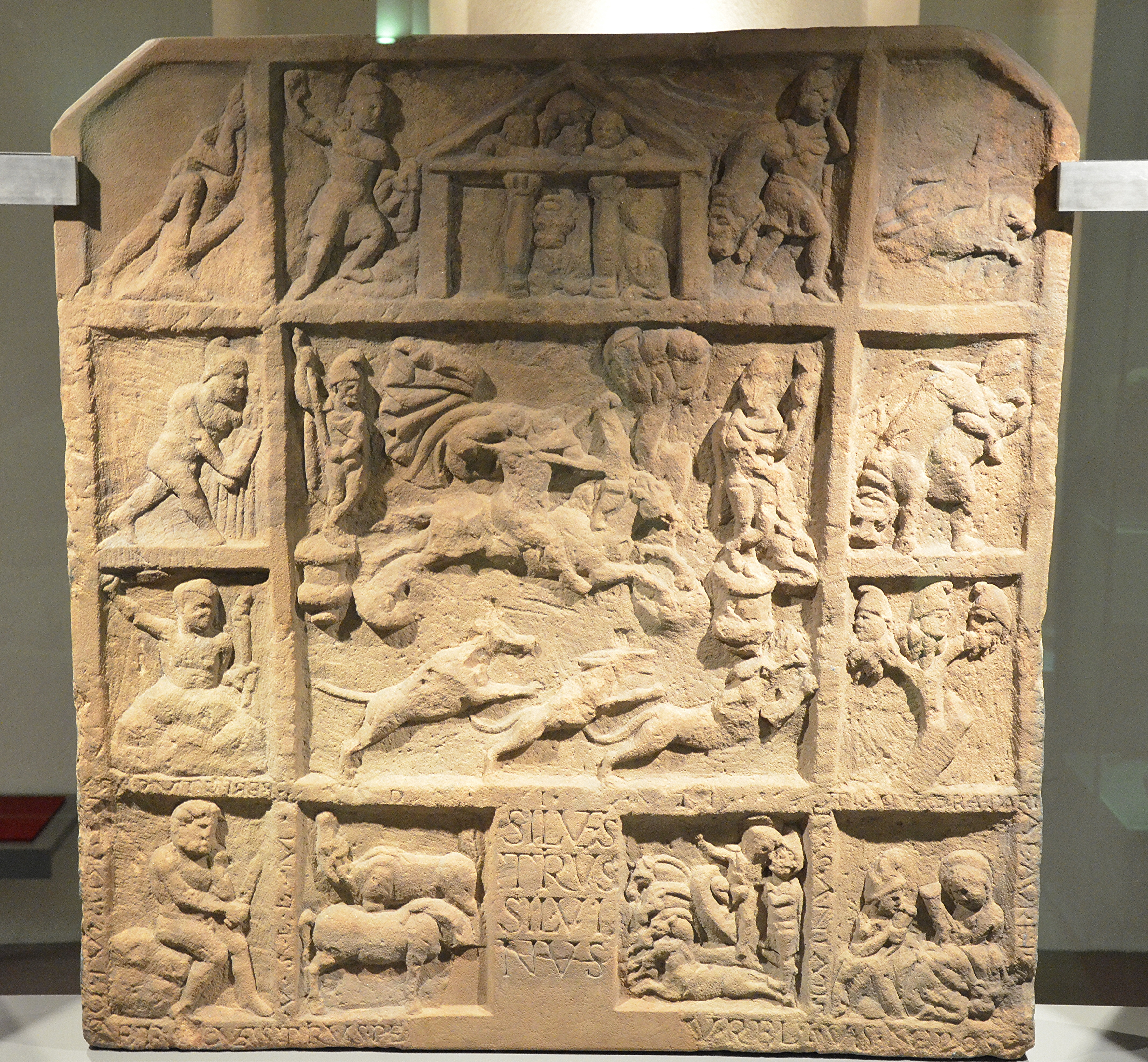
Vorderseite des Kultbildes
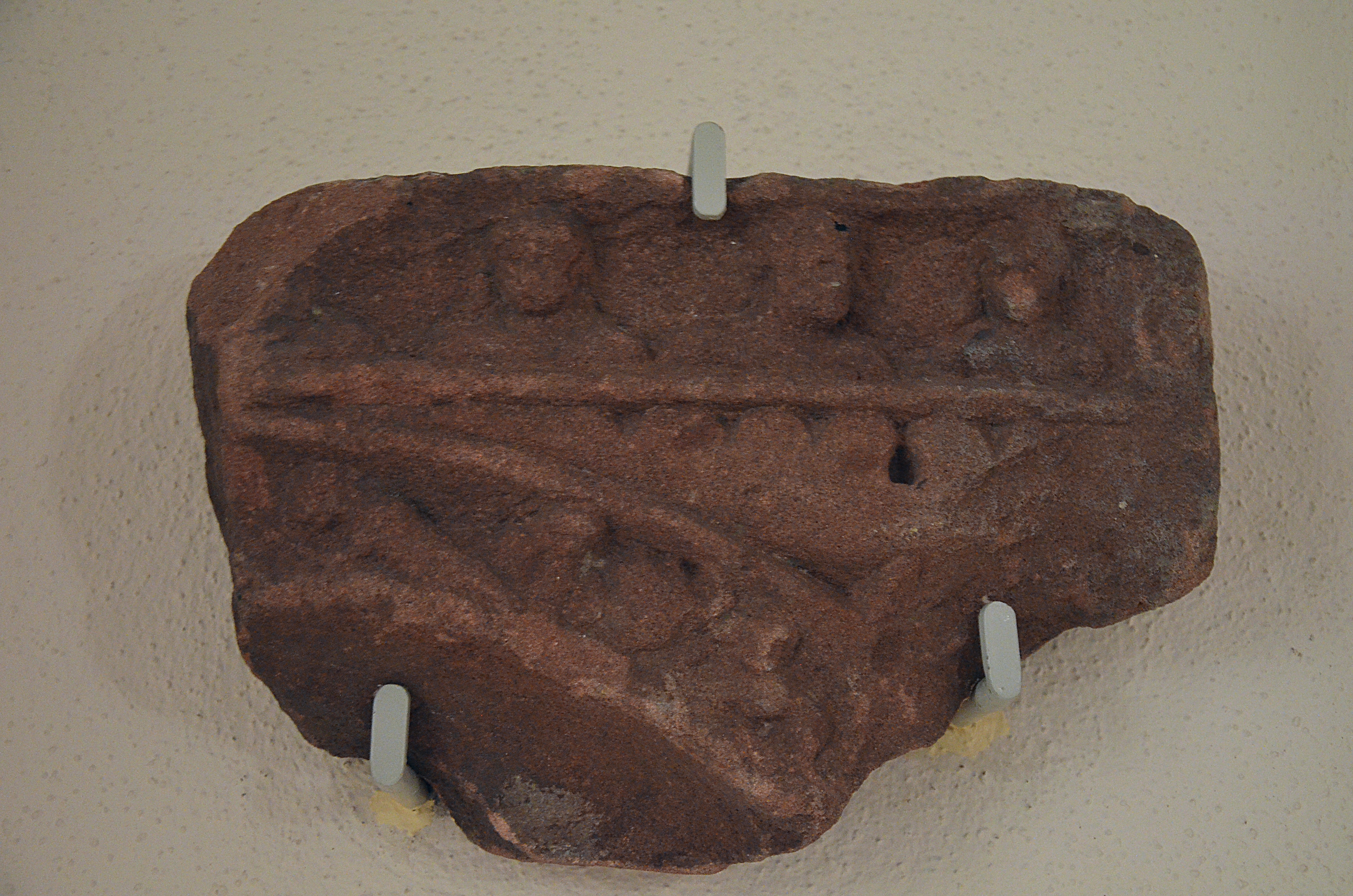
Fragment eines weiteren Kultbildes

#### Tempelbezirk

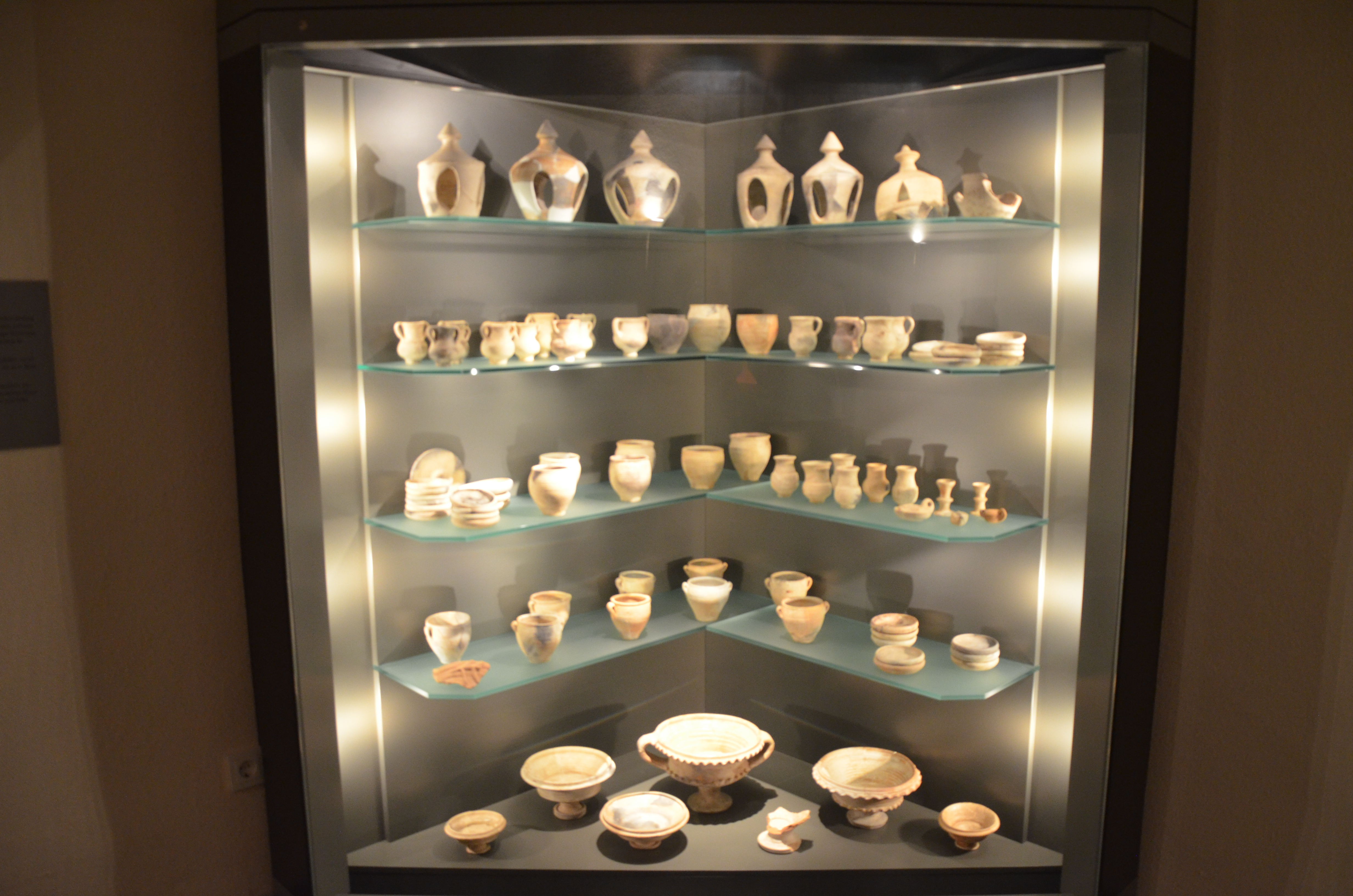
Kultgeschirr aus dem Heiligtum im Museum Schloss Fechenbach

Östlich der Kreuzung der Aschaffenburger mit der Groß-Umstädter Straße wurde 1977/78 ein größerer Komplex ausgegraben, von dem aber kein zusammenhängender Grundriss festgestellt werden konnte. Eine abgewinkelte Mauer mit einem nahezu quadratischen Gebäude sowie ein weiteres, möglicherweise als gallo-römischer Umgangstempel zu deutendes Fundament lässt an einen Kultbezirk in der Peripherie der Siedlung denken. Ein vollständig erhaltenes Kultgeschirr stützt diese Deutung. Es verweist auf einen orientalischen Kult, näher eingegrenzt werden können die hier verehrten Götter allerdings nicht. Ein kleiner Münzschatz wurde in den 60er Jahren des 2. Jahrhunderts n. Chr. niedergelegt, möglicherweise war die Anlage von ersten Chatteneinfällen dieser Zeit betroffen.

### Gräberfelder

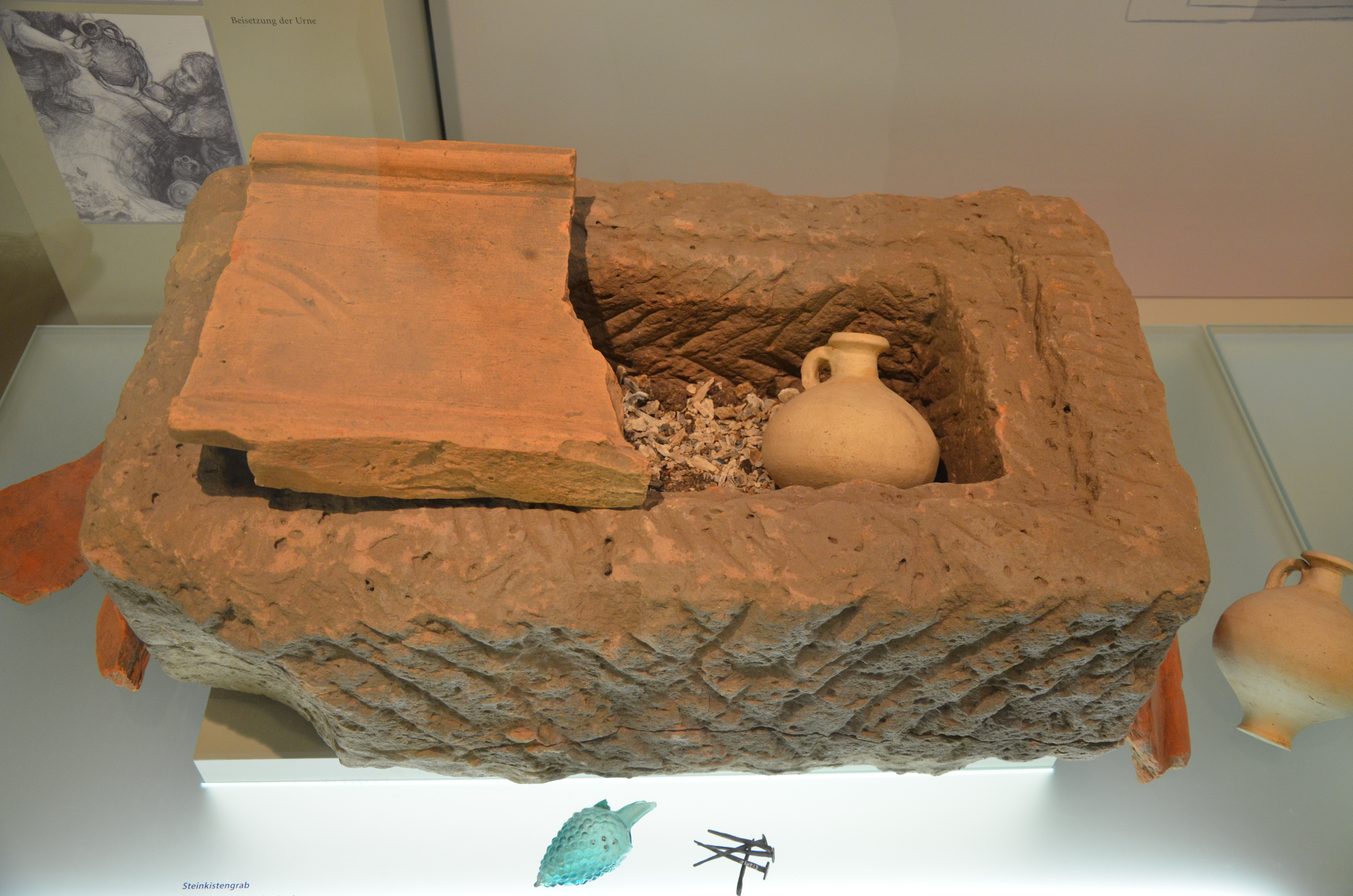
Geborgenes Steinkistengrab im Museum

Bislang konnten sechs Gräberfelder festgestellt werden, aus denen bis Ende der 1980er Jahre 211 Gräber geborgen wurden. Die Gräberfelder lagen jeweils an den Ausfallstraßen vor der Stadt. Brandbestattungen sind vorherrschend. Mit 125 untersuchten Gräbern war das Gräberfeld an der nach Groß-Umstadt führenden Straße das größte von diesen. Die meisten Gräber werden in die Zeit zwischen 140 und 200 n. Chr. datiert. Das früheste Grab stammt aus dem zweitgrößten Gräberfeld nördlich der Stadt und datiert zwischen 120 und 130 n. Chr.

### Umland
Im Gegensatz zur nördlich benachbarten Civitas Taunensium, die fruchtbare Gebiete der Wetterau umfasste, setzte die ländliche Besiedlung in der Dieburger Bucht etwas später als dort um 120 n. Chr. ein. Seit dieser Zeit entstanden im Umland der Stadt und bis in die Täler des Vorderen Odenwaldes zahlreiche Villae rusticae. Bekannte und ergrabene Anlagen dieser Art befanden sich unter anderem bei Ober-Ramstadt, Semd, unter der evangelischen Pfarrkirche Groß-Umstadt sowie bereits auf einer Anhöhe des Odenwaldes das Wamboltsche Schlösschen. Die bedeutendste und am weitesten ergrabene Villa rustica ist die Römische Villa Haselburg, von der angenommen wird, dass sie einem Dieburger Ratsherren gehört haben könnte.
Dieburg profitierte von einer günstigen Lage an einem Verkehrsknotenpunkt im Hinterland des Limes. Die wichtigste Verbindung war eine von Klein-Zimmern kommende Straße, die Dieburg mit dem Rheinhafen Gernsheim und der dortigen Rheintalstraße verband. Ihre Fortsetzung nach Nordosten führte an den Limes zum Kastell Seligenstadt. Eine Hohe Straße genannte Altstraße verband Dieburg mit den Kastellorten am südlichen Mainlimes. Ihr weiterer Verlauf nordwestlich der römischen Siedlung ist besonders zwischen Münster und Urberach gut erhalten, wo sie eine direkte Verbindung zwischen den Hauptorten Dieburg und Heddernheim darstellte. Nach Süden führte eine direkte Verbindung über Groß-Umstadt in das Mümlingtal, den Odenwald und zu den dortigen Limeskastellen. Neben den Römerstraßen kam besonders der Gersprenz eine Bedeutung als Transportweg zu. Funde wie ein Schifferhaken in Groß-Bieberau weisen auf die Nutzung des kleinen Flusses bis weit in die Täler des vorderen Odenwalds hin.

## Fundverbleib und Museum

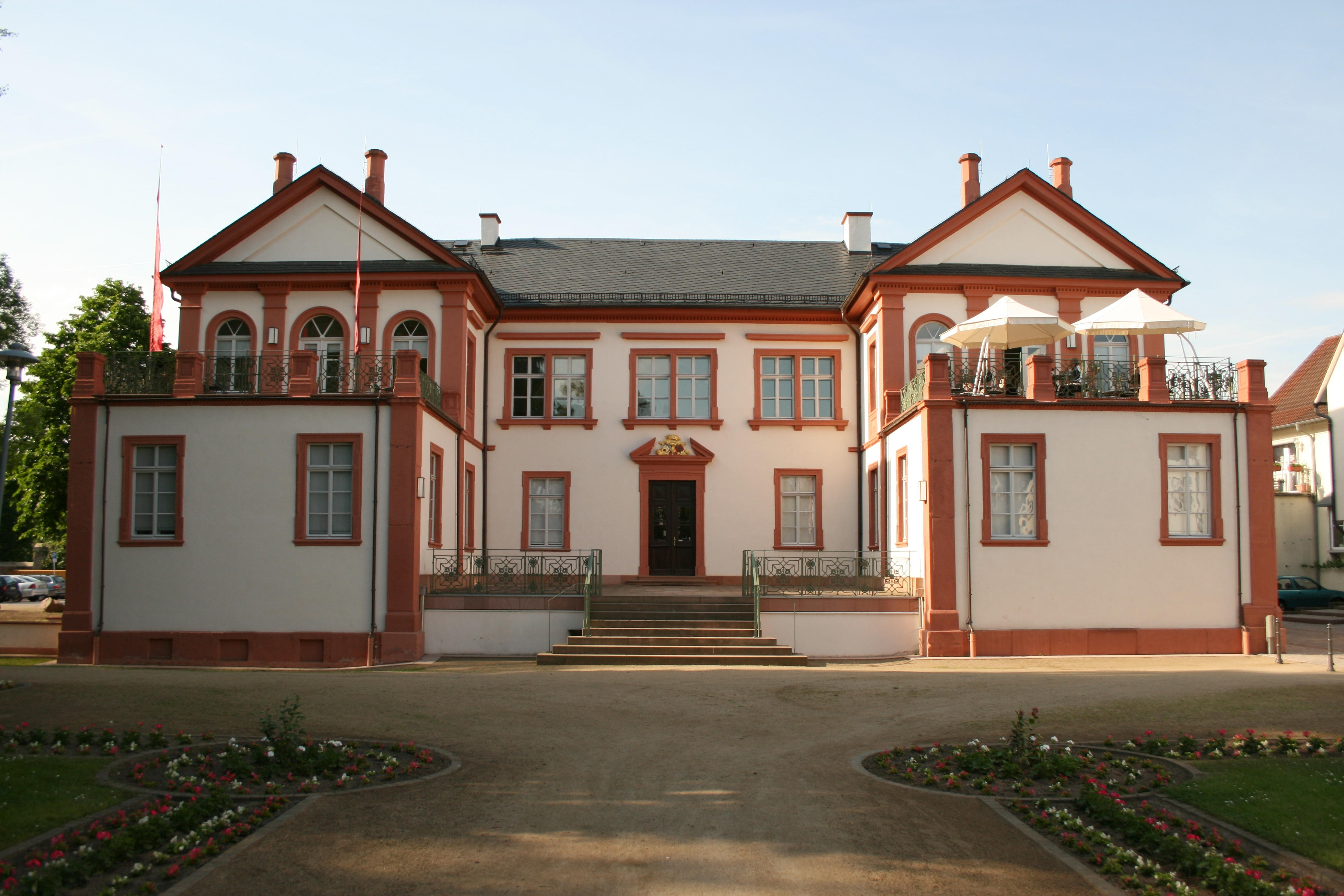
Museum Schloss Fechenbach

Frühe Funde aus Dieburg wurden meist an das Hessische Landesmuseum Darmstadt übergeben. Der Fund des drehbaren Mithras-Kultbildes gab 1926 den Anstoß zur Einrichtung eines Dieburger Museums. Seit 1951 befindet es sich im Schloss Fechenbach und trug jahrzehntelang den Namen Kreis- und Stadtmuseum. Nach einem größeren Umbau 2007 erhielt es den Namen Museum Schloss Fechenbach.
Das Museum besitzt im Keller eine archäologische Abteilung mit vor- und frühgeschichtlichen Funden und Schwerpunkt auf dem römischen Dieburg. Gezeigt werden neben dem Mithräum vor allem Steindenkmäler sowie Gegenstände der Alltagskultur.